# لوئیجی بیانکی
لوئیجی بیانکی (به ایتالیایی: Luigi Bianchi) (زاده ۱۸ ژانویه ۱۸۵۶ در پارما –  درگذشته ۶ ژوئن ۱۹۲۸ در پیزا) ریاضیدان اهل ایتالیا بود که بیشتر در زمینه هندسه دیفرانسیل فعالیت میکرد.

## زندگی و کارنامه
بیانکی در پیزا تحت سرپرستی انریکو بتی و اولیسه دینی درجه دکترا را دریافت کرد. پس از دانش آموختگی به مونیخ و سپس به گوتینگن به نزد فلیکس کلاین رفت. در سال ۱۸۸۱ او در پیزا به استادی رسید و سپس در ۱۸۹۰ درجه استادی تمام را دریافت کرد.
در سال ۱۸۹۸ بیانکی رده بندی گروههای لی ۳ بعدی از ایزومتری‌های خمینه‌های ریمانی را به پایان برد که به نام خود او رده بندی بیانکی نامیده می‌شود. در این رده بندی بیانکی ۹ رده مجزا از کلاس‌های یکریختی پیدا کرد. این رده بندی معادل رده بندی جبرهای لی ۳ بعدی در حد یکریختی است. این ۹ رده سپس در نسبیت خاص نقش مهمی بازی کردند. در سال ۱۹۰۲ بیانکی تساوی‌هایی را در تانسورهای ریمانی که امروزه به تساوی‌های بیانکی نامبردار هستند کشف کرد که حتی نقش مهمتری در نظریه نسبیت عام داشتند. بیانکی همچنین عضو افتخاری جامعه ریاضیات لندن بود.

## آثار
- Lezioni sulla teoria dei gruppi di sostituzioni e delle equazioni algebriche secondo Galois, Pisa 1900
- Lezioni sulla teoria dei gruppi continui finiti di trasformazioni, Pisa 1900
- Lezioni sulla teoria dei gruppi di sostituzioni e delle equazioni algebriche secondo Galois, Pisa 1899
- Lezioni sulla teoria dei gruppi continui finiti di trasformazioni, Pisa 1918
- Lezioni di geometria analitica, Pisa 1915
- Lezioni sulla teoria delle funzioni di variabile complessa e delle funzioni ellittiche, Pisa 1916
- Lezioni sulla teoria aritmetica delle forme quadratiche binarie e ternarie, Pisa 1912
- Lezioni sulla teoria dei numeri algebrici e principii di geometria analitica, Bologna 1923